# Birger Vestermo
Birger Vestermo (* 27. Februar 1930 in Salangen) ist ein ehemaliger norwegischer Skilangläufer.
Vestermo, der für den Øvre Salangen IL startete, nahm an den Olympischen Winterspielen 1956 in Cortina d’Ampezzo teil. Dabei startete beim 50-km-Lauf, bei den er disqualifiziert wurde. In den Jahren 1955 und 1957 errang er beim Holmenkollen Skifestival jeweils den achten Platz über 50 km. Im Jahr 1958 gewann er den Reistadløpet.